# Disperis kilimanjarica
Disperis kilimanjarica är en orkidéart som beskrevs av Alfred Barton Rendle. Disperis kilimanjarica ingår i släktet Disperis och familjen orkidéer. Inga underarter finns listade i Catalogue of Life.